# Deensamudra, Sindhnur
Deensamudra là một làng thuộc tehsil Sindhnur, huyện Raichur, bang Karnataka, Ấn Độ.